# Mistrzostwa Polski w Kombinacji Norweskiej 2022
Mistrzostwa Polski w Kombinacji Norweskiej 2022 – zawody o tytuł mistrza Polski w kombinacji norweskiej, zorganizowane przez Polski Związek Narciarski. Odbyły się 14 marca 2022 roku na trasie biegowej Kubalonka oraz skoczni Skalite w Szczyrku.
Do zawodów zgłoszonych zostało 15 zawodników, i tylu samo ich ukończyło.

## Wyniki

### Skok na skoczni K-95/Bieg na 10 km
| Msc. | Zawodnik                 | Kraj                         | Skok  | Nota   | Czas biegu | Wynik końcowy |
| ---- | ------------------------ | ---------------------------- | ----- | ------ | ---------- | ------------- |
| 1.   | Szczepan Kupczak         | SSR LZS Sokół Szczyrk        | 100,0 | 109,5  | 30:07.37   | 30:07.37      |
| 2.   | Andrzej Szczechowicz     | Wisła Zakopane               | 92,5  | 103,75 | 30:22.34   | 30:22.34      |
| 3.   | Maciej Gąsienica-Ciaptak | AZS Zakopane                 | 87,0  | 76,75  | 31:20.42   | 31:20.42      |
| 4.   | Andrzej Wilczek          | Wisła Zakopane               | 90,0  | 64,5   | 32:33.71   | 32:33.71      |
| 5.   | Bartłomiej Kuchta        | LKS Poroniec Poronin         | 91,0  | 52,5   | 33:25.68   | 33:25.68      |
| 6.   | Jakub Cieślar            | WSS Wisła                    | 80,0  | 23,75  | 33:44.26   | 33:44.26      |
| 7.   | Jan Cudzich              | Wisła Zakopane               | 77,0  | 8,75   | 34:10.45   | 34:10.45      |
| 8.   | Grzegorz Mitręga         | WSS Wisła                    | 85,5  | 27,0   | 34:21.89   | 34:21.89      |
| 9.   | Mikołaj Serwatowicz      | Wisła Zakopane               | 85,0  | -7,75  | 36:30.58   | 36:30.58      |
| 10.  | Tymoteusz Sikora         | WSS Wisła                    | 75,0  | -32,25 | 36:32.07   | 36:32.07      |
| 11.  | Szymon Dubiel            | AZS Zakopane/SMS Zakopane    | 85,0  | -30,0  | 38:01.94   | 38:01.94      |
| 12.  | Piotr Nowak              | UKS Sołtysianie Stare Bystre | 73,5  | -57,75 | 38:12.68   | 38:12.68      |
| 13.  | Miłosz Krzempek          | WSS Wisła                    | 90,5  | -59,75 | 40:54.69   | 40:54.69      |
| 14.  | Mateusz Król             | KS Eve-nement Zakopane       | 80,0  | -91,25 | 41:22.12   | 41:22.12      |
| 15.  | Dawid Stasiak            | KS Chochołów                 | 89,5  | -77,5  | 41:53.00   | 41:53.00      |